# Franz Turchi
Francesco Turchi detto Franz (Napoli, 5 maggio 1893 – Roma, 17 dicembre 1976) è stato un giornalista, politico e editore italiano, fondatore del quotidiano Secolo d'Italia.

## Biografia
Nacque a Napoli il 5 maggio 1893 da Luigi, avvocato e da Livia Englen, nobildonna discendente da una famiglia calabrese di origini tedesche; suo nonno paterno fu il patriota Marino Turchi (1808-1890).
Laureato in giurisprudenza, partecipò alla prima guerra mondiale come ufficiale del Regio Esercito; al termine del conflitto aderì al Partito Nazionale Fascista, di cui fu segretario federale a Napoli, Ragusa, Messina e Catanzaro. Dopo la caduta del Fascismo aderì alla Repubblica Sociale Italiana e ricoprì l'incarico di prefetto della Spezia (1943-1945). Sulla sua esperienza di prefetto nella provincia ligure, nel 1947 pubblicò il volume Prefetto con Mussolini.
Nel 2025 l'archivio di stato spezzino ha rese pubbliche le carte inedite riguardanti la responsabilità dell'allora prefetto Turchi per la deportazione ad Auschwitz di una bambina di 9 anni, Adriana Revere. La  piccola e la madre furono uccise il giorno stesso dell’arrivo ad Auschwitz, il 26 febbraio 1944.
Nel dopoguerra aderì al Movimento Sociale Italiano, nelle cui file fu eletto senatore nella II, III, IV e V legislatura della Repubblica Italiana (1953-1972). Nel 1952 fondò a Roma il quotidiano Secolo, poi divenuto Secolo d'Italia, di cui fu anche direttore fino al 1963, quando la società editrice venne ceduta al segretario politico missino Arturo Michelini. Nel 1962 pubblicò il volume Ho difeso il M.S.I. perché la pacificazione trionfasse.
Sposato con Giulia Giusso, nobile dei marchesi della Schiava, fu padre di Laura Turchi (sposata con Antonio Vian, fratello del noto partigiano Ignazio Vian) e del giornalista e politico Luigi Turchi, deputato del MSI nella IV, V e VI legislatura, e nonno paterno di Franz Turchi, figlio del precedente, deputato al Parlamento europeo con Alleanza Nazionale. Morì a Roma il 17 dicembre 1976.

## Opere
- Prefetto con Mussolini, Roma, Latinità, 1950.
- Dal calvario dell'8 settembre all'altare della pacificazione, Roma, Edizioni del Secolo, 1953.
- Ho difeso il MSI. (Significato e cronaca di una battaglia vinta). Perché volevano sciogliere, perché non è stato sciolto il Movimento Sociale: dal dibattito a Palazzo Madama (28-30.11.1961) all'eco del Paese, Roma, TEDIT, 1962.
- Per Roma e per l'Italia. (Contro la disgregazione della patria). La battaglia al Senato in opposizione alla regione Friuli-Venezia Giulia, Roma, TEDIT, 1963.